# الشلامجة
الشلامجة (بالفارسية: شَلَمچه) مدينة تقع في محافظة خوزستان في إيران بالقرب من الحدود العراقية، شمال شرق عبادان. كانت من اوائل المدن الإيرانية التي سقطت بيد الجيش العراقي ابان حكم صدام حسين في الحرب العراقية الإيرانية، وقد قتل 50,000 إيراني في المعارك حول المدينة، وتقام حالياً مراسم سنوية لتخليد ذكراهم.